# Municipio de Pleasant Valley (condado de Marshall)
El municipio de Pleasant Valley (en inglés: Pleasant Valley Township) es un municipio ubicado en el condado de Marshall en el estado estadounidense de Dakota del Sur. En el año 2010 tenía una población de 168 habitantes y una densidad poblacional de 1,8 personas por km².

## Geografía
El municipio de Pleasant Valley se encuentra ubicado en las coordenadas 45°48′21″N 97°39′53″O / 45.80583, -97.66472. Según la Oficina del Censo de los Estados Unidos, el municipio tiene una superficie total de 93.1 km², de la cual 92,64 km² corresponden a tierra firme y (0,5 %) 0,46 km² es agua.

## Demografía
Según el censo de 2010, había 168 personas residiendo en el municipio de Pleasant Valley. La densidad de población era de 1,8 hab./km². De los 168 habitantes, el municipio de Pleasant Valley estaba compuesto por el 95,83 % blancos, el 0,6 % eran amerindios, el 0,6 % eran asiáticos, el 1,19 % eran de otras razas y el 1,79 % eran de una mezcla de razas. Del total de la población el 1,19 % eran hispanos o latinos de cualquier raza.